# Jan Kasper
Jan Kasper (21. září 1932 Soběšovice – 4. března 2005 Ostrava) byl český profesionální hokejista. V roce 2010 byl uveden do Síně slávy českého hokeje.

## Klubové statistiky
| Sezona     | Klub                 | Soutěž     | Základní část | Základní část | Základní část | Základní část | Základní část | Play off | Play off | Play off | Play off | Play off |
| Sezona     | Klub                 | Soutěž     | Z             | G             | A             | B             | TM            | Z        | G        | A        | B        | TM       |
| ---------- | -------------------- | ---------- | ------------- | ------------- | ------------- | ------------- | ------------- | -------- | -------- | -------- | -------- | -------- |
| 1952-53    | TJ Baník OKD Ostrava | TCH        | 17            | 2             | 0             | 2             | —             | —        | —        | —        | —        | —        |
| 1953-54    | ATK Praha            | TCH        | 14            | 1             | 0             | 1             | —             | —        | —        | —        | —        | —        |
| 1954-55    | ATK Praha            | TCH        | 14            | 2             | 0             | 2             | —             | —        | —        | —        | —        | —        |
| 1955-56    | Rudá hvězda Brno     | TCH        | 16            | 2             | 1             | 3             | —             | —        | —        | —        | —        | —        |
| 1956-57    | Rudá hvězda Brno     | TCH        | 26            | 12            | 7             | 19            | —             | —        | —        | —        | —        | —        |
| 1957-58    | Rudá hvězda Brno     | TCH        | 22            | 3             | 3             | 6             | —             | —        | —        | —        | —        | —        |
| 1958-59    | Rudá hvězda Brno     | TCH        | 20            | 3             | 6             | 9             | —             | —        | —        | —        | —        | —        |
| 1959-60    | Rudá hvězda Brno     | TCH        | 22            | 4             | 4             | 8             | —             | —        | —        | —        | —        | —        |
| 1960-61    | TJ VŽKG Ostrava      | TCH-2      | —             | —             | —             | —             | —             | —        | —        | —        | —        | —        |
| 1961-62    | TJ VŽKG Ostrava      | TCH        | 32            | 2             | 0             | 2             | —             | —        | —        | —        | —        | —        |
| 1962-63    | TJ VŽKG Ostrava      | TCH        | 28            | 5             | 0             | 5             | —             | —        | —        | —        | —        | —        |
| 1963-64    | TJ VŽKG Ostrava      | TCH        | 32            | 3             | 0             | 3             | —             | —        | —        | —        | —        | —        |
| 1964-65    | TJ VŽKG Ostrava      | TCH        | 24            | 2             | 0             | 2             | —             | —        | —        | —        | —        | —        |
| 1965-66    | TJ VŽKG Ostrava      | TCH-2      | —             | —             | —             | —             | —             | —        | —        | —        | —        | —        |
| 1966-67    | TJ VŽKG Ostrava      | TCH        | 6             | 0             | 0             | 0             | —             | —        | —        | —        | —        | —        |
| 1967-68    | TJ VŽKG Ostrava      | TCH-2      | —             | —             | —             | —             | —             | —        | —        | —        | —        | —        |
| 1968-69    | TJ Tatra Kopřivnice  | TCH-2      | —             | —             | —             | —             | —             | —        | —        | —        | —        | —        |
| 1969-70    | Wiener EV            | AUT        | —             | —             | —             | —             | —             | —        | —        | —        | —        | —        |
| TCH celkem | TCH celkem           | TCH celkem | 273           | 41            | 21            | 62            | —             | —        | —        | —        | —        | —        |

### Reprezentační statistiky
| Rok  | Tým            | Událost | Z | G | A | B | TM |
| ---- | -------------- | ------- | - | - | - | - | -- |
| 1955 | Československo | MS      | 5 | 1 | 0 | 1 | 0  |
| 1956 | Československo | OH      | 7 | 2 | 1 | 3 | 6  |
| 1957 | Československo | MS      | 4 | 2 | 0 | 2 | 4  |
| 1958 | Československo | MS      | 6 | 1 | 1 | 2 | 2  |
| 1959 | Československo | MS      | 6 | 0 | 2 | 2 | 0  |
| 1960 | Československo | OH      | 7 | 2 | 3 | 5 | 8  |
| 1961 | Československo | MS      | 7 | 3 | 0 | 3 | 6  |
| 1963 | Československo | MS      | 5 | 0 | 0 | 0 | 2  |